# Рыночная улица (Чернигов)
Рыночная улица (укр. Ринкова вулиця) — улица в Новозаводском районе города Чернигова, исторически сложившаяся местность (район) Землянки. Пролегает от проспекта Мира до переулка Марковича.
Примыкают улицы Кирпоноса, Ремесленная, Марковича.

## История
До 1927 года улица была без названия, в период 1927—1960 года называлась 1-я Рабочая, 1960—1981 года — Рабочая.
Современную улицу начали застраивать в 1890-х годах частные лица на купленной у городской думы земле в районе Землянок. В 1960-е годы к Рабочей улице была присоединена часть площади имени 25-го Октября (бывшая Александровская) от улицы Комсомольская до современного проспекта Мира. 
После вхождения в черту города Чернигова села Бобровица в декабре 1973 года, появилась ещё одна Рабочая улица, которая в апреле 1974 года была переименована на улица Олеко Дундича.
В 1981 году Рабочая улица переименована на улица Примакова — в честь советского военачальника, уроженца Черниговщины Виталия Марковича Примакова.
Изначально Комиссией по упорядочиванию наименований улиц города Чернигова для улицы Примакова предлагалось название улица Петра Добровольского — в честь главы Черниговской губернской архивной комиссии Петра Михайловича Добровольского.
19 февраля 2016 года улица получила современное название — из-за расположенного по улице Центрального рынка, согласно Распоряжению городского главы В. А. Атрошенко Черниговского городского совета № 54-р «Про переименование улиц и переулков города» («Про перейменування вулиць міста»)

## Застройка
Улица пролегает в юго-западном направлении параллельно проспекту Победы.
Начало улицы пролегает у Центрального рынка и занята торговыми площадями, без автомобильного проезда. Парная и непарная стороны улицы заняты территорией рынка, учреждениями обслуживания и усадебной застройкой. На улице расположен бывший завод «Рембыттехника», где сейчас расположены магазины и офисы — улица Ремесленная дом № 43.
- дом № 7 — Особняк Рацкевича
- слева дома №№ 7, 5
- справа дом № 20 — Черниговский филиал украинского государственного центра радиочастот
- табличка со старым названием улицы

Учреждения:
1. дом № 1 — Центральный рынок
2. дом № 7 — Черниговская региональная торгово-промышленная палата
3. дом № 9 — Всеукраинское физкультурно-спортивное общество «Колос»
4. дом № 20 — Черниговский филиал украинского государственного центра радиочастот

Памятники архитектуры местного значения:
1. дом № 7 — Особняк Рацкевича (19-20 века)[5]

Конец улицы после примыкания Ремесленной улицы занята рядом исторических зданий, что не являются памятниками архитектуры или истории: дома №№ 5, 9, 11, 11Б, 26/7, 28/3 .